# Xbill
Xbill è uno dei videogiochi liberi "classici" di tipo arcade, molto popolare alla fine degli anni '90. Il personaggio principale del gioco è "Bill"; lo scopo del gioco è quello di evitare che le orde di cloni di Bill installino Wingdows, un virus "abilmente camuffato in modo da assomigliare a un popolare sistema operativo" su computer che usano altri tipi di sistemi operativi (per esempio Linux, Freebsd, Mac OS, e altri).

## Modalità di gioco
Quando "Bill" installa Wingdows su un computer, il precedente sistema operativo viene lasciato a fianco del computer stesso. Usando il mouse si può schiacciare Bill, prendere i vecchi sistemi operativi e reinstallarli sui computer su cui Bill ha installato Wingdows. Alla fine di ogni livello, il proprio punteggio è proporzionale al numero di computer su cui Bill non è riuscito a installare Wingdows. I computer possono anche essere connessi in rete, e Wingdows si comporta come un worm, infettando cioè gli altri computer collegati in rete. Per evitare la diffusione di Wingdows sugli altri computer bisogna, usando una specie di secchio, "spegnere" l'infezione che si propaga lungo il cavo (sotto forma di fiammella). Il gioco termina quando Bill riesce a installare Wingdows su tutti i computer.